# Crespières
Crespières ist eine französische Gemeinde mit 1.717 Einwohnern (Stand: 1. Januar 2022) im Département Yvelines in der Region Île-de-France. Crespières gehört zum Arrondissement Saint-Germain-en-Laye und zum Kanton Verneuil-sur-Seine (bis 2015: Poissy-Sud). Die Einwohner werden Crespiérois genannt.

## Geographie
Crespières liegt etwa 35 Kilometer westnordwestlich von Paris. Umgeben wird Crespières von den Nachbargemeinden Les Alluets-le-Roi im Norden, Orgeval im Nordosten, Feucherolles im Osten, Davron im Südosten, Thiverval-Grignon im Süden und Südosten, Beynes im Südwesten, Mareil-sur-Mauldre im Westen und Nordwesten sowie Herbeville im Nordwesten.

## Bevölkerungsentwicklung
| 1962 | 1968 | 1975 | 1982 | 1990 | 1999 | 2006 | 2012 |
| ---- | ---- | ---- | ---- | ---- | ---- | ---- | ---- |
| 663  | 627  | 1012 | 1412 | 1506 | 1466 | 1642 | 1561 |

## Sehenswürdigkeiten

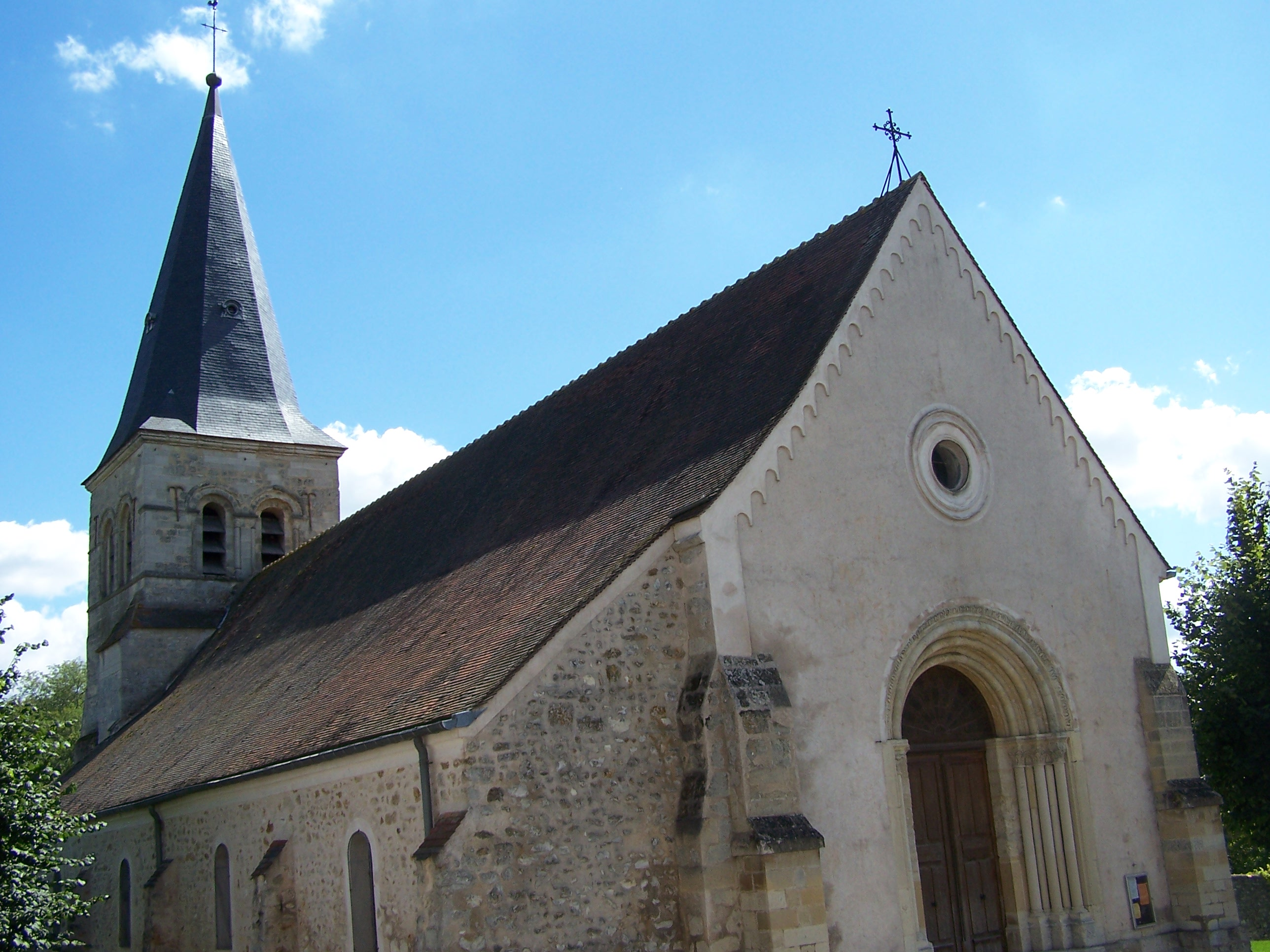
Kirche Saint-Martin

Siehe auch: Liste der Monuments historiques in Crespières
- Kirche Saint-Martin aus dem 12. Jahrhundert, Monument historique seit 1950
- Schloss Wideville aus dem 16. Jahrhundert

## Gemeindepartnerschaften
Mit der deutschen Stadt Rösrath in Nordrhein-Westfalen besteht seit 1998 eine Partnerschaft.

## Persönlichkeiten
- Valentino Garavani (* 1932), Modedesigner, derzeitiger Eigentümer von Schloss Wideville